# Conti di Matera
Quello che segue è un elenco dei conti di Matera, che hanno governato la Contea di Matera.

## Storia
Il meridione, dopo la caduta dell'Impero Romano d'Occidente, fu invaso dai Goti di Teodorico nel 490.
Dopo la riconquista degli imperatori bizantini, per un lungo periodo Matera passò sotto i Longobardi, nel Ducato di Benevento, con Carlo Magno e sotto i Saraceni fino all'866 quando Ludovico Re d'Italia la distrusse.
Dopo un continuo susseguirsi di Saraceni e Longobardi, nel 1042, alla discesa dei Normanni in Italia, Guglielmo Braccio di Ferro si fece nominare Duca delle Puglie e primo conte di Matera.

## Elenco dei Conti di Matera
Conti di Matera della dinastia Altavilla (1042 - 1064) 

| Immagine | Nome                       | Nascita | Morte          | Regno                  | Relazione con il predecessore |
| -------- | -------------------------- | ------- | -------------- | ---------------------- | ----------------------------- |
|          | Guglielmo Braccio di Ferro | 1010    | 1046           | 1042 al 1046           |                               |
|          | Drogone d'Altavilla        | 1010    | 10 agosto 1051 | 1046 al 10 agosto 1051 | Fratello minore               |
|          | Umfredo d'Altavilla        | 1010    | 1057           | 1051 al 1054           | Fratello minore               |
|          | Roberto il Guiscardo       | 1025    | 17 luglio 1085 | 1057 al 1064           | Fratellastro                  |

Conti di Matera  (1064-1132)
| Immagine | Nome                      | Nascita | Morte          | Regno        | Relazione con il predecessore |
| -------- | ------------------------- | ------- | -------------- | ------------ | ----------------------------- |
|          | Roberto di Montescaglioso |         | 27 luglio 1080 | 1064 al 1080 |                               |
|          | Goffredo di Conversano    | 1035    | settembre 1100 | 1080 al 1100 | Zio                           |
|          | Alessandro di Conversano  | 1085    | settembre 1142 | 1100 al 1132 | Figlio                        |
|          | Rainulfo Loffredo         |         |                | 1132 al 1133 | Figlio                        |

 Normanni, Altavilla (1130 - 1198) 

| Immagine | Nome                                                                                             | Nascita          | Morte            | Regno                                | Relazione con il predecessore                                         |
| -------- | ------------------------------------------------------------------------------------------------ | ---------------- | ---------------- | ------------------------------------ | --------------------------------------------------------------------- |
|          | Ruggero II Già Conte di Sicilia dal 1105                                                         | 22 dicembre 1095 | 26 febbraio 1154 | 1133 al 1135                         |                                                                       |
|          | Adamo Avenello per concessione di Ruggero II                                                     |                  |                  | 1135 al 11??                         | genero                                                                |
|          | Ruggero II                                                                                       | 22 dicembre 1095 | 26 febbraio 1154 | 11?? al 26 febbraio 1154             | cognato                                                               |
|          | Guglielmo I                                                                                      | 1131             | 7 maggio 1166    | 26 febbraio 1154 al 7 maggio 1166    | Figlio                                                                |
|          | Guglielmo II                                                                                     | 1155             | 18 novembre 1189 | 7 maggio 1166 al 18 novembre 1189    | Figlio                                                                |
|          | Tancredi                                                                                         | 1138             | 20 febbraio 1194 | 18 novembre 1189 al 20 febbraio 1194 | Figlio naturale di Ruggero, a sua volta figlio maggiore di Ruggero II |
|          | Ruggero III Regnò insieme al padre Tancredi ma morì prima di questi e prima di essere incoronato | 1175             | 24 dicembre 1193 | 1193 al 24 dicembre 1193             | Figlio                                                                |
|          | Guglielmo III                                                                                    | 1185             | 1198             | febbraio 1194 al dicembre 1194       | Fratello Figlio di Tancredi                                           |
|          | Costanza d'Altavilla                                                                             | 2 novembre 1154  | 27 novembre 1198 | 25 dicembre 1194 al 27 novembre 1198 | Figlia postuma di Ruggero II                                          |

 Svevi, Hohenstaufen (1194 - 1266) 

Costanza d'Altavilla, figlia postuma di Ruggero II Rex Siciliae et Italiae, sposò il figlio di Federico Barbarossa Enrico di Svevia, re di Germania ed imperatore del Sacro Romano Impero, che carpì la successione al Regno di Sicilia spodestando il legittimo Re Guglielmo III, figlio di Tancredi; rimasta vedova, Costanza regnò in nome del figlio Federico II, poi re di Sicilia, di Gerusalemme e Sacro Romano Imperatore.
| Immagine | Nome                | Nascita          | Morte             | Regno                                 | Relazione con il predecessore                    |
| -------- | ------------------- | ---------------- | ----------------- | ------------------------------------- | ------------------------------------------------ |
|          | Enrico              | novembre 1165    | 28 settembre 1197 | 25 dicembre 1194 al 28 settembre 1197 | Marito                                           |
|          | Federico II         | 26 dicembre 1194 | 13 dicembre 1250  | 28 settembre 1197 al 13 dicembre 1250 | Figlio                                           |
|          | Corrado             | 25 aprile 1228   | 21 maggio 1254    | 13 dicembre 1250 al 21 maggio 1254    | Figlio                                           |
|          | Corradino di Svevia | 25 marzo 1252    | 29 ottobre 1268   | 21 maggio 1254 al 1258                | Figlio                                           |
|          | Manfredi            | 1232             | 26 febbraio 1266  | 1258 al 26 febbraio 1266              | Figlio naturale di Federico I e di Bianca Lancia |

 Demanio Reale Angioini (1266 - 1374) 

I Sovrani svevi, Federico II e Manfredi in particolare, battono strade di espansione e affrancamento dalla tutela pontificia che li porteranno a collidere con il Papato le cui armi (investitura dei Sovrani e scomuniche) risultano fatali per la Dinastia sveva che chiude tragicamente il proprio ciclo con la decapitazione di Corradino nella Piazza del Mercato a Napoli (1268).
Su invito del Pontefice Clemente IV, scende in Italia (1265) Carlo d'Angiò, fratello del re di Francia Luigi IX, investito con Bolla papale del titolo di Re d'ambedue le Sicilie, prima traccia documentale di una serie, a volte intricata, di appellativi del Regno.
| Immagine | Nome       | Nascita          | Morte            | Regno                               | Relazione con il predecessore |
| -------- | ---------- | ---------------- | ---------------- | ----------------------------------- | ----------------------------- |
|          | Carlo I    | 21 marzo 1226    | 7 gennaio 1285   | 6 gennaio 1266 al 26 settembre 1282 | Nessuna                       |
|          | Carlo II   | 1254             | 8 maggio 1309    | 7 gennaio 1285 al 1295              | Figlio                        |
|          | Filippo I  | 10 novembre 1278 | 23 dicembre 1332 | 1295 al 1332                        | Figlio                        |
|          | Filippo II | 10 novembre 1329 | 25 novembre 1374 | 1329 al 25 novembre 1374            | Figlio                        |

 Conti di Matera della Famiglia Sanseverino (1374 - 1382) 

| Immagine | Nome                    | Nascita | Morte | Regno        | Relazione con il predecessore |
| -------- | ----------------------- | ------- | ----- | ------------ | ----------------------------- |
|          | Ruggero II Sanseverino  | 1312    | 1376  | 1374 al 1376 | Nessuna                       |
|          | Stefano Sanseverino     | 13??    | 1382  | 1374 al 1382 | Figlio                        |
|          | Ruggero III Sanseverino | 13??    | 1403  | 1382 al 1403 | Figlio                        |
|          | Gaspare Sanseverino     | 13??    | 1403  | 1403         | Fratello                      |

 Raimondo Orsini Del Balzo (1403 - 1406) 

| Immagine | Nome                      | Nascita | Morte | Regno        | Relazione con il predecessore |
| -------- | ------------------------- | ------- | ----- | ------------ | ----------------------------- |
|          | Raimondo Orsini Del Balzo | 1361    | 1406  | 1403 al 1406 | Nessuna                       |

 Demanio Reale d'Angiò-Durazzo 

| Immagine | Nome                | Nascita                           | Morte           | Regno                            | Relazione con il predecessore |
| -------- | ------------------- | --------------------------------- | --------------- | -------------------------------- | ----------------------------- |
|          | Ladislao I d'Angiò  | 14 luglio 1376 o 11 febbraio 1377 | 6 agosto 1414   | 1406 al 6 agosto 1414            | Nessuna                       |
|          | Giovanna II d'Angiò | 25 giugno 1373                    | 2 febbraio 1435 | 6 agosto 1414 al 2 febbraio 1435 | Sorella                       |

 Giovanni Antonio Orsini Del Balzo (1433 - 1463) 

| Immagine | Nome                              | Nascita | Morte            | Regno                    | Relazione con il predecessore |
| -------- | --------------------------------- | ------- | ---------------- | ------------------------ | ----------------------------- |
|          | Giovanni Antonio Orsini Del Balzo | 1386    | 15 novembre 1463 | 1433 al 15 novembre 1463 | Nessuna                       |

 Demanio Regio Aragonesi, Trastamara (1463 - 1486) 

| Immagine | Nome                             | Nascita | Morte | Regno        | Relazione con il predecessore |
| -------- | -------------------------------- | ------- | ----- | ------------ | ----------------------------- |
|          | Giannotto Gentile Regio Capitano |         |       | 1463 al 1486 | Nessuna                       |

 Conte di Matera della Famiglia Carafa (1486 - 1496) 

| Immagine | Nome           | Nascita | Morte | Regno        | Relazione con il predecessore |
| -------- | -------------- | ------- | ----- | ------------ | ----------------------------- |
|          | Giacomo Carafa |         | 1488  | 1463 al 1486 | Nessuna                       |

 Giovan Carlo Tramontano (1496 - 1514) 
Nato a Sant'Anastasia il 20 ottobre 1450, fu un eccellente spadaccino e maestro della zecca napoletana.
È sicuramente il più famoso conte di Matera, avendo fatto erigere in parte l'incompleto castello. Fu denominato come tiranno e fu assassinato dopo aver sottoposto Matera ad una pesante tassazione.
| Immagine | Nome                    | Nascita         | Morte            | Regno                    | Relazione con il predecessore |
| -------- | ----------------------- | --------------- | ---------------- | ------------------------ | ----------------------------- |
|          | Giovan Carlo Tramontano | 20 ottobre 1450 | 29 dicembre 1514 | 1497 al 29 dicembre 1514 | Nessuna                       |

Antonio della Layci de Ascarata (1519)
| Immagine | Nome                            | Nascita | Morte | Regno | Relazione con il predecessore |
| -------- | ------------------------------- | ------- | ----- | ----- | ----------------------------- |
|          | Antonio della Layci de Ascarata | 14??    | 15??  | 1519  | Nessuna                       |

Ferrante Orsini d'Aragona (1519-1529)
| Immagine | Nome                      | Nascita | Morte | Regno        | Relazione con il predecessore |
| -------- | ------------------------- | ------- | ----- | ------------ | ----------------------------- |
|          | Ferrante Orsini d'Aragona | 14??    | 1550  | 1519 al 1529 | Nessuna                       |

Demanio Regio, periodo vicereale (1529-1533)
| Immagine | Nome                             | Nascita          | Morte            | Regno                              | Relazione con il predecessore |
| -------- | -------------------------------- | ---------------- | ---------------- | ---------------------------------- | ----------------------------- |
|          | Filiberto di Chalon              | 18 marzo 1502    | 3 agosto 1530    | 1529 - 3 agosto 1530)              | Nessuna                       |
|          | Pompeo Colonna                   | 14 dicembre 1479 | 28 giugno 1532   | 3 agosto 1530 - 28 giugno 1532)    | Nessuna                       |
|          | Pedro Álvarez de Toledo y Zúñiga | 13 luglio 1484   | 22 febbraio 1553 | 28 giugno 1532 - 22 febbraio 1553) | Nessuna                       |

Famiglia Orsini d'Aragona (1533-1576)
| Immagine | Nome                         | Nascita | Morte  | Regno        | Relazione con il predecessore |
| -------- | ---------------------------- | ------- | ------ | ------------ | ----------------------------- |
|          | Ferrante Orsini d'Aragona    | 14??    | 1550   | 1533 al 1550 | Nessuna                       |
|          | Antonio Orsini d'Aragona     | 15??    | 1554   | 1550 al 1554 | Figlio                        |
|          | Ferrante II Orsini d'Aragona | 15??    | 1570c. | 1554 al 1570 | Figlio                        |
|          | Maria Orsini d'Aragona       | 15??    | 1576   | 1570 al 1576 | Sorella                       |
|          | Maria Laura Loffredo         | 15??    | 15??   | 1576 al 1577 | Nessuna                       |